# NGC 1653
NGC 1653 est une galaxie elliptique située dans la constellation de l'Éridan. NGC 1653 a été découverte par l'astronome germano-britannique William Herschel en 1786.

## Caractéristiques
Sa vitesse par rapport au fond diffus cosmologique est de 4 238 ± 13 km/s, ce qui correspond à une distance de Hubble de 62,5 ± 4,4 Mpc (∼204 millions d'al).
À ce jour, une douzaine de mesures non basées sur le décalage vers le rouge (redshift) donnent une distance de 47,608 ± 16,597 Mpc (∼155 millions d'al), ce qui est à l'intérieur des valeurs de la distance de Hubble. Notons cependant que c'est avec la valeur moyenne des mesures indépendantes, lorsqu'elles existent, que la base de données NASA/IPAC calcule le diamètre d'une galaxie et qu'en conséquence le diamètre de NGC 1653 pourrait être d'environ 30,9 kpc (∼101 000 al) si on utilisait la distance de Hubble pour le calculer. 